# Purpurna
Purpurna je boja između plave i crvene. Slična je ljubičastoj, ali za razliku od ljubičaste, koja je spektralna boja s vlastitom valnom duljinom na vidljivom spektru svjetlosti, purpurna je sekundarna boja nastala miješanjem crvene i plave. Komplementarna boja purpurne u modelu boja RYB je žuta.
Prema istraživanjima u Europi i Sjevernoj Americi, purpurna je boja koja se najčešće povezuje s rijetkošću, kraljevstvom, magijom, misterijom i pobožnošću. U kombinaciji s ružičastom, povezuje se s erotikom, ženstvenošću i zavodljivošću.
Purpurna je bila boja koju su nosili rimski magistrati; postala je carska boja koju su nosili vladari Bizantskog Carstva i Svetog Rimskog Carstva, a kasnije i rimokatolički biskupi. Boja se i u Japanu tradicionalno povezuje s carem i aristokracijom.

## Poveznice
- Purpur